# 岐阜県道476号古川国府線

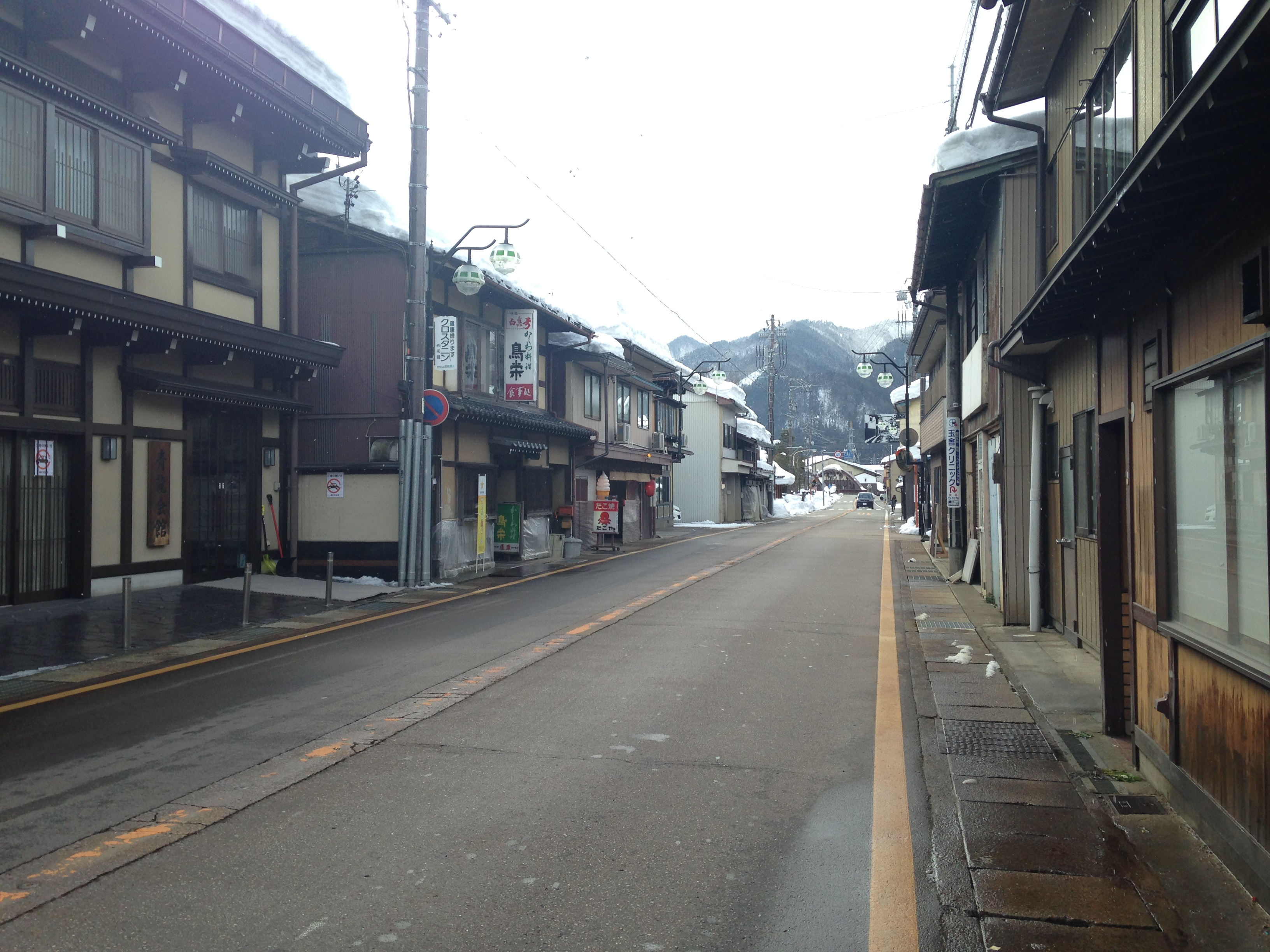
飛騨市古川町殿町

岐阜県道476号古川国府線（ぎふけんどう476ごう ふるかわこくふせん）は、岐阜県飛騨市から同県高山市に至る一般県道である。

## 概要
1992年、国道41号国府古川バイパスの開通・供用開始で、古川バイパスと国府バイパスの一体連結化に伴い、それまで国道41号であったこの区間が県道に移行した「旧・国道41号」であり、経路の大半が市街地区域を通過している。区間内のほぼ全域に融雪装置を完備している。

### 路線データ
- 起点：岐阜県飛騨市古川町杉崎（国道41号交点）
- 終点：岐阜県高山市国府町上広瀬（岐阜県道471号谷高山線交点）

## 沿革
- 1977年（昭和52年）2月27日 ： 認定[1]

## 地理

### 通過する自治体
- 岐阜県
  - 飛騨市
  - 高山市

### 交差する道路
- 国道41号（諏訪田交差点）
- 岐阜県道75号神岡河合線（杉崎交差点）
- 岐阜県道480号飛騨古川停車場線（本町交差点 - 殿町交差点で重複）
- 岐阜県道76号国府見座線（広瀬北交差点）
- 岐阜県道482号新田飛騨国府停車場線（飛騨国府駅前 - 新広瀬橋北交差点で重複）
- 岐阜県道471号谷高山線（金桶橋東交差点）

### 周辺
- 宮川
- JR高山本線 杉崎駅
- JR高山本線 飛騨古川駅
- JR高山本線 飛騨国府駅
- 飛騨市役所
- 飛騨市図書館
- 飛騨古川まつり会館
- 飛騨の匠文化館
- 飛騨市立古川中学校
- 国府リバーサイドショッピングタウン
- こくふ交流センター
- 桜野公園
- こう峠口古墳